# Великогадомецька сільська рада
Великогадомецька сільська рада (деколи — Велико-Гадомецька сільська рада) — колишня адміністративно-територіальна одиниця та орган місцевого самоврядування у Білопільському, Бердичівському районах, Бердичівській міській раді Бердичівської округи, Вінницької та Житомирської областей УРСР з адміністративним центром у селі Великі Гадомці.

## Населені пункти
Сільській раді на момент ліквідації були підпорядковані населені пункти:
- с. Великі Гадомці

## Населення
Відповідно до перепису населення СРСР 17 грудня 1926 року, чисельність населення ради становила 1 079 осіб, з них за статтю: чоловіків — 532, жінок — 547. Кількість господарств — 217.

## Історія та адміністративний устрій
Утворена 1923 року в складі с. Великі Гадомці та хутора Вербицького Пузирецької волості Бердичівського повіту Київської губернії. 7 березня 1923 року увійшла до складу новоствореного Білопільського району Бердичівської округи. 17 червня 1925 року, відповідно до постанови ВУЦВК та РНК УСРР «Про адміністраційно-територіяльне переконструювання Бердичівської й суміжних з нею округ Київщини, Волині й Поділля», Білопільський район було розформовано, сільську раду було передано до складу новоствореного Бердичівського району Бердичівської округи.
15 вересня 1930 року, відповідно до постанови ВУЦВК та РНК УСРР від 2 вересня 1930 року «Про ліквідацію округ та перехід на двоступеневу систему управління», Бердичівський район ліквідовано, сільську раду включено до приміської зони Бердичівської міської ради. 28 червня 1939 року, відповідно до указу Президії Верховної ради УРСР «Про утворення Бердичівського сільського району Житомирської області», сільська рада увійшла до складу відновленого Бердичівського району. Станом на 1 жовтня 1941 року на обліку в раді перебуває залізнична станція Глухівці; х. Вербицького не числиться на обліку населених пунктів.
Відповідно до інформації довідника «Українська РСР. Адміністративно-територіальний поділ», станом на 1 вересня 1946 року Великогадомецька сільрада входила до складу Бердичівського району Житомирської області, на обліку в раді перебувало с. Великі Гадомці.
11 серпня 1954 року, відповідно до указу Президії Верховної ради УРСР «Про укрупнення сільських рад по Житомирській області», сільську раду було ліквідовано, територію та с. Великі Гадомці включено до складу Садківської сільської ради Бердичівського району Житомирської області.